# Polygala
Genre
Synonymes
- Brachytropis Rchb.[2]
- Chamaebuxus Spach[2]
- Monrosia Grondona[2]
- Polygaloides Haller[2]

Polygala (les Polygales) est un genre de plantes à fleurs de la famille des Polygalaceae. Ce genre compte environ 1 750 espèces. Il inclut des herbacées vivaces, arbustes et petits arbres.

## Étymologie
Polygala  du latin « polygala » qui « favorise la lactation »

## Caractères généraux
Les fleurs irrégulières sont bleues, roses ou blanches. Leur fruit est une capsule.

## Liste d'espèces
- Polygala alpestris Rchb. - Polygale alpestre
- Polygala amara L.
- Polygala antillensis
- Polygala arillata Buch.-Ham. ex D.Don
- Polygala butyracea Heckel
- Polygala calcarea - Polygale du calcaire
- Polygala chamaebuxus L. - Polygale faux-buis
- Polygala chinensis L.
- Polygala cowellii (Britton) S.F.Blake
- Polygala crotalarioides Buch.-Ham. ex DC.
- Polygala cyparissias
- Polygala ×dalmaisiana hort. (Polygala fruticosa × Polygala myrtifolia)
- Polygala floribunda Benth.
- Polygala fruticosa P.J.Bergius
- Polygala japonica Houtt.
- Polygala klotzschii Chodat
- Polygala lewtonii Small
- Polygala lutea L.
- Polygala major Jacq.
- Polygala microphylla L.
- Polygala myrtifolia L. - Polygale à feuilles de myrte
- Polygala nicaeensis Risso ex W.D.J.Koch
- Polygala paniculata L.
- Polygala paucifolia Willd.
- Polygala polygama Walter
- Polygala sanguinea L.
- Polygala serpyllifolia Hose
- Polygala senega L. - Polygale de Virginie
- Polygala sibirica L.
- Polygala smallii R.R.Sm. & D.B.Ward
- Polygala tenuicaulis Hook.f.
- Polygala tenuifolia Willd.
- Polygala venenosa Juss. exPoir.
- Polygala violacea Aubl.
- Polygala virgata Thunb.
- Polygala vulgaris L. - Polygale commun
- Polygala wattersii Hance

- Liste complète

Selon BioLib (1 octobre 2020) :
- Polygala acanthoclada Gray
- Polygala acarnanica (Chodat) Kožuharov & Petrova
- Polygala alba Nutt.
- Polygala albowii Kem.-Nath.
- Polygala alpestris Rchb.
- Polygala alpicola Rupr.
- Polygala alpina (DC.) Steud.
- Polygala amara L.
- Polygala amarella Crantz
- Polygala ambigua Nutt.
- Polygala amoenissima Tamamsch.
- Polygala anatolica Boiss. & Heldr.
- Polygala apiculata Porta
- Polygala aschersoniana Chodat
- Polygala baetica Willk.
- Polygala balansae Coss.
- Polygala balduinii Nutt.
- Polygala barbeyana Chod.
- Polygala boissieri Coss.
- Polygala boykinii Nutt.
- Polygala brevifolia Nutt.
- Polygala calcarea F. W. Schultz
- Polygala californica Nutt.
- Polygala carueliana (A. W. Benn.) Caruel
- Polygala caucasica Rupr.
- Polygala chamaebuxus L.
- Polygala chapmanii Torr. & Gray
- Polygala ciliata L.
- Polygala comosa Schkuhr
- Polygala cornuta Kellogg
- Polygala cowellii (Britt.) Blake
- Polygala crenata C.W. James
- Polygala cretacea Kotov
- Polygala crista-galli Chodat
- Polygala crotalarioides Buch.-Ham. ex DC.
- Polygala crucianelloides DC.
- Polygala cruciata L.
- Polygala curtissii A. Gray
- Polygala cymosa Walt.
- Polygala doerfleri Hayek
- Polygala edmundi Chodat
- Polygala erioptera DC.
- Polygala eucosma S.F. Blake
- Polygala exilis DC.
- Polygala flavescens DC.
- Polygala forojulensis A. Kern.
- Polygala fruticosa P.J.Bergius
- Polygala glandulosa Kunth
- Polygala glochidiata Kunth
- Polygala grandiflora Walt.
- Polygala grossheimii Kem.-Nath.
- Polygala guneri Yıld.
- Polygala hecatantha Urb.
- Polygala helenae Greuter
- Polygala hemipterocarpa Gray
- Polygala heterorhyncha (Barneby) T. Wendt
- Polygala hohenackeriana Fisch. & C.A. Mey.
- Polygala hookeri Torr. & Gray
- Polygala hybrida DC.
- Polygala incarnata L.
- Polygala inexpectata Peşmen & Erik
- Polygala intermontana T. Wendt
- Polygala irregularis Boiss.
- Polygala leptocaulis Torr. & Gray
- Polygala leptostachys Shuttlw. ex Gray
- Polygala leucothyrsa Woronow
- Polygala lewtonii Small
- Polygala lindheimeri Gray
- Polygala longicaulis Kunth
- Polygala lutea L.
- Polygala macradenia Gray
- Polygala major Jacq.
- Polygala makaschwilii Kem.-Nath.
- Polygala maravillasensis Correll
- Polygala mariamae Tamamsch.
- Polygala mariana P. Mill.
- Polygala microphylla L.
- Polygala monspeliaca L.
- Polygala monticola Kunth
- Polygala multicaulis Tausch
- Polygala munbyana Boiss. & Reut.
- Polygala myrtifolia L.
- Polygala nana (Michx.) DC.
- Polygala negevensis Danin
- Polygala nicaeensis Risso ex W.D.J. Koch
- Polygala nitida Brandeg.
- Polygala nudata Brandeg.
- Polygala nuttallii Torr. & Gray
- Polygala obscura Benth.
- Polygala ovatifolia Gray
- Polygala padulae Arrigoni
- Polygala palmeri S. Wats.
- Polygala paniculata L.
- Polygala papilionacea Boiss.
- Polygala paucifolia Willd.
- Polygala pedemontana E. P. Perrier & B. Verl.
- Polygala penaea L.
- Polygala persicariaefolia DC
- Polygala peshmenii Eren & al.
- Polygala piliophora Blake
- Polygala planellasii Molinet & Maz
- Polygala polygama Walt.
- Polygala preslii Spreng.
- Polygala pruinosa Boiss.
- Polygala pseudoalpestris (Gren.) A. W. Hill
- Polygala pseudohospita (Tamamsch.) Tamamsch.
- Polygala ramosa Ell.
- Polygala rausiana U. Raabe & al.
- Polygala rectipilis Blake
- Polygala rimulicola Steyermark
- Polygala rosea Desf.
- Polygala rugelii Shuttlw. ex Chapman
- Polygala rupestris Pourret
- Polygala rusbyi Greene
- Polygala sanguinea L.
- Polygala sardoa Chodat
- Polygala scoparioides Chod.
- Polygala senega L.
- Polygala serpyllifolia Hosé
- Polygala setacea Michx.
- Polygala sfikasiana Kit Tan
- Polygala sibirica L.
- Polygala sinaica Botsch.
- Polygala sinisica Arrigoni
- Polygala smallii R.R. Sm. & Ward
- Polygala sophiae Kem.-Nath.
- Polygala sosnowskyi Kem.-Nath.
- Polygala stocksiana Boiss.
- Polygala subspinosa S. Wats.
- Polygala subuniflora Boiss. & Heldr.
- Polygala supina Schreb.
- Polygala tamamschaniae V. I. Dorof.
- Polygala tenuifolia Willd.
- Polygala transcaucasica Tamamsch.
- Polygala turcica Dönmez & Uğurlu
- Polygala urartu Tamamsch.
- Polygala vayredae Costa
- Polygala venenosa Juss. ex Poir.
- Polygala venulosa Sm.
- Polygala verticillata L.
- Polygala violacea Aubl.
- Polygala virgata Thunb.
- Polygala vulgaris L.
- Polygala watsonii Chod.
- Polygala webbiana Coss.
- Polygala ×dalmaisiana Dazzler
- Polygala ×pawlowskii Rothm.
- Polygala ×skrivanekii Podp.

Selon Catalogue of Life (1 octobre 2020) :
- Polygala abbreviata Markötter
- Polygala abreui Marques & J. F. B. Pastore
- Polygala abyssinica R. Br.
- Polygala acarnanica (Chod.) Koluharov & A. Petrova
- Polygala acicularis Oliver
- Polygala adamsonii Exell
- Polygala adenophora DC.
- Polygala adenophylla A. St.-Hil.
- Polygala aethiopica Chod.
- Polygala afra J. A. R. Paiva
- Polygala africana Chod.
- Polygala alba Nutt.
- Polygala albida Schinz
- Polygala albowii Kemul.-Nath.
- Polygala alpestris Rchb.
- Polygala alphonsii Wall.
- Polygala alpicola Rupr.
- Polygala alpina (DC.) Steudel
- Polygala altomontana Lüdtke, Boldrini & Miotto
- Polygala amara L.
- Polygala amarella Crantz
- Polygala amatymbica Eckl. & Zeyh.
- Polygala ambigua Nutt.
- Polygala amboniensis Gürke
- Polygala amoenissima Tamamsch.
- Polygala amphothrix S. F. Blake
- Polygala anatolica Boiss. & Heldr.
- Polygala anderssonii Robinson
- Polygala andringitrensis J. A. R. Paiva
- Polygala angolensis Chod.
- Polygala ankaratrensis H. Perrier
- Polygala annectens S. F. Blake
- Polygala antunesii Gürke
- Polygala aparinoides Hook. & Arn.
- Polygala aphylla A. W. Benn.
- Polygala apiculata Porta
- Polygala apodanthera S. F. Blake
- Polygala apparicioi Brade
- Polygala appressa Benth.
- Polygala appressipilis Blake
- Polygala arcuata Hayata
- Polygala arenaria Willd.
- Polygala arenicola Gürke
- Polygala argentea M. Thulin
- Polygala argentinensis Chod.
- Polygala ariadnae L. Bernardi
- Polygala arillata Buch.-Ham. ex D. Don
- Polygala arvensis Willd.
- Polygala arvicola Boj.
- Polygala asbestina Burch.
- Polygala aschersoniana Chod.
- Polygala aspalatha L.
- Polygala asperuloides Kunth
- Polygala atacorensis Jacques-Felix
- Polygala atropurpurea A. St.-Hil.
- Polygala australis A. W. Benn.
- Polygala azizsancarii Dönmez
- Polygala baetica Willk.
- Polygala baikiei Chod.
- Polygala bakeriana Chod.
- Polygala baldwinii Nutt.
- Polygala barbata R. A. Kerrigan
- Polygala barbellata S. K. Chen
- Polygala bariensis M. Thulin
- Polygala barklyensis R. A. Kerrigan
- Polygala baumii Gürke
- Polygala bawanglingensis F. W. Xing & Z. X. Li
- Polygala bennae Jacques-Felix
- Polygala berlandieri S. Wats.
- Polygala bermudensis Blake
- Polygala bevilacquae Marques
- Polygala bifoliata R. A. Kerrigan
- Polygala biformipilis Blake
- Polygala birmanica Chod.
- Polygala blakeana Steyerm.
- Polygala bocainensis Brade
- Polygala boissieri Cosson
- Polygala bolbothrix Dunn
- Polygala boliviensis A. W. Benn.
- Polygala bomiensis S. K. Chen & J. Parn.
- Polygala bonariensis Grondona
- Polygala bowkerae Harv.
- Polygala boykinii Nutt.
- Polygala brachyphylla Chod.
- Polygala brachyptera Griseb.
- Polygala brachysepala Blake
- Polygala brachytropis Blake
- Polygala bracteata A. W. Benn.
- Polygala bracteolata L.
- Polygala brandegeeana Chod.
- Polygala brasiliensis L.
- Polygala brevialata Chod.
- Polygala brevifolia Nutt.
- Polygala britteniana Chod.
- Polygala bryoides A. St.-Hil.
- Polygala butyracea Heck.
- Polygala buxiformis Hassk.
- Polygala cabrae Chod.
- Polygala caerulescens S. F. Blake
- Polygala calcarea F. W. Schultz
- Polygala callispora Chod.
- Polygala campestris Gardn.
- Polygala canaliculata R. A. Kerrigan
- Polygala capillaris E. Mey.
- Polygala cardiocarpa Kurz
- Polygala carnosa Mukerjee
- Polygala carnosicaulis W. H. Chen & Y. M. Shui
- Polygala carphoides Chod.
- Polygala carrissoana Exell & Mendonça
- Polygala carueliana (A. W. Benn.) Caruel
- Polygala caucasica Rupr.
- Polygala caudata Rehder & E. H. Wilson
- Polygala ceciliana Marques & J. F. B. Pastore
- Polygala celosioides Mart. ex A. W. Benn.
- Polygala chamaecyparis Chod.
- Polygala chapmanii Torr. & Gray
- Polygala chiapensis Blake
- Polygala cisandina Chod.
- Polygala citrina M. Thulin
- Polygala clavistyla R. A. Kerrigan
- Polygala cneorum A. St.-Hil.
- Polygala comosa Schkuhr
- Polygala compacta Rose
- Polygala compressa H. Perrier
- Polygala conferta A. W. Benn.
- Polygala conosperma Boj.
- Polygala conzattii Rose
- Polygala coralliformis R. A. Kerrigan
- Polygala cordifolia Presl
- Polygala coriacea A. St.-Hil.
- Polygala corifolia Triana & Planch.
- Polygala corralitae Tombesi & R. Kiesling
- Polygala crassitesta R. A. Kerrigan
- Polygala crenata C. W. James
- Polygala crinita Chod.
- Polygala crista-galli Chod.
- Polygala cristata P. Taylor
- Polygala crotalarioides Buch.-Ham. ex DC.
- Polygala crucianelloides DC.
- Polygala cruciata L.
- Polygala curtissii A. Gray
- Polygala cuspidata DC.
- Polygala cuspidulata Blake
- Polygala cymosa Walt.
- Polygala cyparissias A. St.-Hil.
- Polygala dasanensis Thulin
- Polygala dasyphylla Levyns
- Polygala decidua Blake
- Polygala declinata (Harv.) J. A. R. Paiva
- Polygala deflorata Chod.
- Polygala densifolia A. St.-Hil.
- Polygala densiracemosa Lüdtke & Miotto
- Polygala dependens R. A. Kerrigan
- Polygala desiderata Speg
- Polygala dewevrei Exell
- Polygala dhofarica Baker
- Polygala didyma C. Y. Wu
- Polygala difficilis R. A. Kerrigan
- Polygala dimorphotricha R. A. Kerrigan
- Polygala dispar S. A. Ghazanfar
- Polygala doerfleri Hayek
- Polygala dolichocarpa Blake
- Polygala duarteana A. St.-Hil.
- Polygala dunniana H. Lév.
- Polygala durbanensis Chod.
- Polygala dusenii Norlind
- Polygala edmundi Chod.
- Polygala effusa J. A. R. Paiva & M. Thulin
- Polygala ehlersii Gürke
- Polygala elegans Wall. ex Royle
- Polygala emirnensis Baker
- Polygala engleri Chod.
- Polygala engleriana Buscalioni & Muschler
- Polygala ephedroides Burch.
- Polygala equisetoides A. St.-Hil.
- Polygala ericifolia DC.
- Polygala eriocephala F. Müll. ex Benth.
- Polygala erioptera DC.
- Polygala erlangeri Gürke
- Polygala erubescens E. Mey. ex Chodat
- Polygala exelliana Troupin
- Polygala exilis DC.
- Polygala exsquarrosa Adema
- Polygala fallax Hayek ex A. Zahlbr.
- Polygala fendleri Chod.
- Polygala fernandesiana J. A. R. Paiva
- Polygala fischeri Gürke
- Polygala flavescens DC.
- Polygala fontellana Marques & A. C. A. Aguiar
- Polygala forbesii Chod.
- Polygala forojulensis A. Kerner
- Polygala fragilis Paiva
- Polygala franchetii Chod.
- Polygala franciscii Exell
- Polygala fruticosa Berg.
- Polygala furcata Royle
- Polygala gabrielae Domin
- Polygala galapageia Hook. fil.
- Polygala galeocephala R. A. Kerrigan
- Polygala galeottii Chod.
- Polygala galioides Poir.
- Polygala galpinii Hook. fil.
- Polygala ganguelensis Exell & Mendonça
- Polygala garcinii DC.
- Polygala gawenensis M. Thulin
- Polygala gayii A. W. Benn.
- Polygala gazensis E. G. Baker
- Polygala geniculata R. A. Kerrigan
- Polygala gerrardii Chod.
- Polygala gilletiana E. Petit
- Polygala glaucifolia R. A. Kerrigan
- Polygala glaucoides L.
- Polygala globulifera Dunn
- Polygala glochidiata Kunth
- Polygala glomerata Lour.
- Polygala gnidioides Willd.
- Polygala goetzei Gürke
- Polygala gomesiana Welw. ex Oliver
- Polygala gondarensis Chiov.
- Polygala gossweileri Exell & Mendonça
- Polygala goudahensis J. A. R. Paiva
- Polygala gracilenta Burtt Davy
- Polygala gracilipes Harv.
- Polygala gracilis Kunth
- Polygala gracillima S. Wats.
- Polygala grandidieri Baill.
- Polygala greveana Baill.
- Polygala grossheimii Kemul.-Nath.
- Polygala guaranitica Chodat
- Polygala guerichiana Engl.
- Polygala guineensis Willd.
- Polygala guneri Yild.
- Polygala gymnoclada Mac Owan
- Polygala gypsophila M. Thulin
- Polygala hainanensis Chun & F. C. How
- Polygala hamarensis M. Thulin & F. M. Raimondo
- Polygala harleyi M. C. M. Marques
- Polygala hecatantha Urb.
- Polygala helenae Greuter
- Polygala hemipterocarpa A. Gray
- Polygala herbiola A. St.-Hil.
- Polygala heterantha H. Perrier
- Polygala hickeniana Grondona
- Polygala hieronymi Chod.
- Polygala hildebrandtii Baill.
- Polygala hintonii Blake
- Polygala hirsutula Arn.
- Polygala hispida Burch. ex DC.
- Polygala hohenackeriana Fisch. & C. A. Meyer
- Polygala homblei Exell
- Polygala hongkongensis Hemsl.
- Polygala hookeri Torr. & Gray
- Polygala hottentotta Presl
- Polygala houtboshiana Chodat
- Polygala huillensis Welw. ex Oliver
- Polygala humbertii H. Perrier
- Polygala humifusa J. A. R. Paiva
- Polygala hybrida Bruegg.
- Polygala hygrophila Kunth
- Polygala illepida E. Mey. ex Harv. & Sond.
- Polygala ilseana Graebn.
- Polygala inaequiloba Turcz.
- Polygala incarnata L.
- Polygala inexpectata Pesmen & Erik
- Polygala integra R. A. Kerrigan
- Polygala irregularis Boiss.
- Polygala irwinii Wurdack
- Polygala isaloensis H. Perrier
- Polygala isingii L. Pedley
- Polygala isocarpa Chod.
- Polygala jacobii Chandrabose
- Polygala jaliscana Blake
- Polygala jamaicensis Chod.
- Polygala japonica Houtt.
- Polygala javana DC.
- Polygala jefensis W. H. Lewis
- Polygala jujuyensis Grondona
- Polygala juncea A. St.-Hil.
- Polygala kajii Paiva
- Polygala kalahariensis Schinz
- Polygala karensium Kurz
- Polygala kasikensis Exell
- Polygala khasiana Hassk.
- Polygala kilimandjarica Chod.
- Polygala kimberleyensis R. A. Kerrigan
- Polygala koi Merr.
- Polygala kotovii Val. N. Tikhom.
- Polygala kradungensis H. Koyama
- Polygala krumanina Burch. ex Ficalho & Hiern
- Polygala kurdica C. C. Townsend
- Polygala kuriensis A. G. Mill.
- Polygala kurtzii A. W. Benn.
- Polygala kyoukmyoungensis Mukerjee
- Polygala labatii Wahlert, G. E. Schatz & Phillipson
- Polygala lactiflora J. Paiva & R. K. Brummitt
- Polygala lancifolia A. St.-Hil.
- Polygala langebergensis Levyns
- Polygala lasiosepala Levyns
- Polygala latipetala N. E. Brown
- Polygala latistyla C. A. Pendry
- Polygala latouchei Franch.
- Polygala laxifolia Exell
- Polygala lecardii Chod.
- Polygala leendertziae Burtt Davy
- Polygala lehmanniana Eckl. & Zeyh.
- Polygala leptophylla Burch.
- Polygala leptosperma Chod.
- Polygala leptostachys Shuttlew. ex A. Gray
- Polygala leucantha A. W. Benn.
- Polygala leucothyrsa Woronow
- Polygala levynsiana J. A. R. Paiva
- Polygala lewtonii Small
- Polygala lhunzeensis C. Y. Wu & S. K. Chen
- Polygala lijiangensis C. Y. Wu & S. K. Chen
- Polygala limae Exell
- Polygala linarifolia Willd.
- Polygala linoides Poir.
- Polygala loanzensis Exell
- Polygala longeracemosa H. Perrier
- Polygala longicaulis Kunth
- Polygala longifolia Poiret
- Polygala longiloba S. F. Blake
- Polygala longipes Blake
- Polygala lozanii Rose
- Polygala ludwigiana Eckl. & Zeyh.
- Polygala luenensis Paiva
- Polygala lutea L.
- Polygala luteoviridis Chod.
- Polygala lycopodioides Chod.
- Polygala lysimachiifolia Chod.
- Polygala macowaniana J. A. R. Paiva
- Polygala macrobotrya Domin
- Polygala macrolophos Hassk.
- Polygala macroptera DC.
- Polygala macrostachya Chod.
- Polygala macrostigma Chod.
- Polygala magdalenae T. S. Brandegee
- Polygala major Jacq.
- Polygala makaschwilii Kemul.-Nath.
- Polygala malesiana Adema
- Polygala malmeana Chod.
- Polygala mandonii Chod.
- Polygala mandrarensis Phillipson & G. E. Schatz
- Polygala mannii Oliv.
- Polygala marensis Burtt Davy
- Polygala mariamae Tamamsch.
- Polygala mariana P. Mill.
- Polygala mascatensis Boiss.
- Polygala mathusiana Chod.
- Polygala matogrossensis J. F. B. Pastore
- Polygala mcvaughii T. Wendt
- Polygala melilotoides Chod.
- Polygala membranacea (Miq.) Görts
- Polygala mendoncae E. Petit
- Polygala meonantha Chod.
- Polygala merenskiana Dinter
- Polygala meridionalis Levyns
- Polygala messambuziensis Paiva
- Polygala mexicana Moc. ex Cav.
- Polygala microlopha Burch. ex DC.
- Polygala microphylla L.
- Polygala microspora Blake
- Polygala microtricha Blake
- Polygala millspaughiana J. A. R. Paiva
- Polygala minuta J. A. R. Paiva
- Polygala misella L. Bernardi
- Polygala moggii Raffaelli, Mosti & Tardelli
- Polygala molluginifolia A. St.-Hil.
- Polygala monopetala Cambess.
- Polygala monosperma A. W. Benn.
- Polygala monspeliaca L.
- Polygala mooneyi M. G. Gilben
- Polygala moquiniana A. St.-Hil.
- Polygala mossamedensis Paiva
- Polygala mossii Exell
- Polygala multiceps Mart. ex A. W. Benn.
- Polygala multiflora Poir.
- Polygala multifurcata Mildbr.
- Polygala muratii Jacques-Felix
- Polygala myriantha Chod.
- Polygala myrtifolia L.
- Polygala myrtillopsis Welw. ex Oliver
- Polygala nambalensis Gürke
- Polygala nana (Michx.) DC.
- Polygala nathadzeae A. Kuthath.
- Polygala negevensis A. Danin
- Polygala nelsonii Rose
- Polygala nematocaulis Levyns
- Polygala nematophylla Exell
- Polygala nemoralis A. W. Benn.
- Polygala neurocarpa T S. Brandegee
- Polygala nicaeensis Risso ex Koch
- Polygala nikeliophila Marques & J. F. B. Pastore
- Polygala nodiflora Chod.
- Polygala nudicaulis A. W. Benn.
- Polygala nuttallii Torr. & Gray
- Polygala nyikensis Exell
- Polygala oaxacana Chod.
- Polygala obliqua Pendry
- Polygala obovata A. St.-Hil.
- Polygala obtusissima Hochst. ex Chod.
- Polygala obversa R. A. Kerrigan
- Polygala oedipus Speg.
- Polygala oedophylla Blake
- Polygala ohlendorfiana Eckl. & Zeyh.
- Polygala oligosperma C. Y. Wu
- Polygala oliverana Exell & Mendonça
- Polygala omissa E. Balátová-Tulácková & P. Herrera Oliver
- Polygala oophylla Blake
- Polygala ophiura Chod.
- Polygala orbicularis Benth.
- Polygala oreophila Speg
- Polygala oreotrephes B. L. Burtt
- Polygala ovalifolia DC.
- Polygala padulae Arrigoni
- Polygala pallida E. Mey.
- Polygala paludicola Gürke
- Polygala panamensis Chod.
- Polygala paniculata L.
- Polygala papilionacea Boiss.
- Polygala pappeana Eckl. & Zeyh.
- Polygala papuana (Steen.) R. Van der Meijden
- Polygala parkeri Levyns
- Polygala parrasana T. S. Brandegee
- Polygala parviloba R. A. Kerrigan
- Polygala patagonica Phil.
- Polygala patens J. F. B. Pastore & Marques
- Polygala pavonii Chod.
- Polygala pawlowskii Rothmaler
- Polygala pearcei A. W. Benn.
- Polygala pedemontana Perr. & B. Verlot
- Polygala pedicellata Blake
- Polygala peduncularis Burch. ex DC.
- Polygala pellucida Lace
- Polygala pendulina R. A. Kerrigan
- Polygala peplis Baill.
- Polygala perdurans C. A. Pendry
- Polygala perennis S. F. Blake
- Polygala perrieri J. A. R. Paiva
- Polygala persicariifolia DC.
- Polygala persimilis G. Beck
- Polygala persistens A. W. Benn.
- Polygala peruviana A. W. Benn.
- Polygala peshmenii Eren, Parolly, Raus & Kürschner
- Polygala petitiana A. Rich.
- Polygala petrophila R. A. Kerrigan
- Polygala piliophora S. F. Blake
- Polygala platyptera Bornm. & Gauba
- Polygala poaya Mart.
- Polygala poggei Gürke
- Polygala polyedra T. S. Brandegee
- Polygala polygama Walt.
- Polygala polymorpha Chod.
- Polygala pottebergensis Levyns
- Polygala praecox R. A. Kerrigan
- Polygala praetermissa Thulin
- Polygala praticola Chod.
- Polygala preslii Sprengel
- Polygala producta N. E. Br.
- Polygala pruinosa Boiss.
- Polygala pseudoalpestris (Gren.) A. W. Hill
- Polygala pseudocelosioides Chod.
- Polygala pseudocoriacea Chod.
- Polygala pseudoerica A. St.-Hil.
- Polygala pseudohospita (Tamamsch.) Tamamsch.
- Polygala pseudosericea Chod.
- Polygala pseudovariabilis Chod.
- Polygala pterocarpa R. A. Kerrigan
- Polygala pterocarya Chod.
- Polygala pteropoda H. Perrier
- Polygala pubiflora Burch. ex DC.
- Polygala pulchella A. St.-Hil.
- Polygala pumila Norlind
- Polygala punctata A. W. Benn.
- Polygala pungens Burch.
- Polygala pycnantha R. A. Kerrigan
- Polygala pyroloides Gagnep.
- Polygala ramosa Ell.
- Polygala rarifolia DC.
- Polygala rausiana U. Raabe, Kit Tan, Iatroú, Vold & Parolly
- Polygala recognita Chod.
- Polygala refracta Burch. ex DC.
- Polygala rehmannii Chod.
- Polygala reinii Franch. & Sav.
- Polygala remota A. W. Benn.
- Polygala resedoides A. St.-Hil.
- Polygala resendeana Paiva
- Polygala resinosa S. K. Chen
- Polygala retamoides (H. Perrier) Wahlert, Phillipson & G. E. Schatz
- Polygala retiefiana Paiva & Figueiredo
- Polygala retifolia Blake
- Polygala revoluta Gardn.
- Polygala rhinanthoides Soland. ex Benth.
- Polygala rhinostigma Chod.
- Polygala rhynchocarpa R. A. Kerrigan
- Polygala rhynchosperma S. F. Blake
- Polygala rhysocarpa S. F. Blake
- Polygala rigens Burch.
- Polygala rigida A. St.-Hil.
- Polygala riograndensis Lüdtke & Miotto
- Polygala rivularis Gürke
- Polygala robsonii Exell
- Polygala robusta Gürke
- Polygala rodrigueana J. A. R. Paiva
- Polygala rojasii Chod.
- Polygala rosea Desf.
- Polygala rosei Hicken
- Polygala rosmarinifolia Wight & Arn.
- Polygala rossica Kemul.-Nath.
- Polygala roubienna A. St.-Hil.
- Polygala rugelii Shuttlew. ex A. Gray
- Polygala rupestris Pourret
- Polygala rupicola Hochst. & Steud.
- Polygala russelliana S. F. Blake
- Polygala ruwenzoriensis Chod.
- Polygala sabuletorum Skottsb.
- Polygala sabulosa A. W. Benn.
- Polygala saccopetala R. A. Kerrigan
- Polygala sadebeckiana Gürke
- Polygala saginoides Griseb.
- Polygala salasiana C. Gay
- Polygala salviniana A. W. Benn.
- Polygala sanariapoana Steyerm.
- Polygala sancti-georgii Riley
- Polygala sanguinea L.
- Polygala sansibarensis Gürke
- Polygala santacruzensis Grondona
- Polygala saprophytica Chod. ex Grondona
- Polygala sardoa Chod.
- Polygala savannarum Chod.
- Polygala saxicola Dunn
- Polygala scabra L.
- Polygala schinziana Chod.
- Polygala schirvanica Grossh.
- Polygala schoenlankii O. Hoffm. & Hildebr. ex O. Hoffm.
- Polygala schweinfurthii Chod.
- Polygala scoparioides Chod.
- Polygala scorpioides R. A. Kerrigan
- Polygala sedoides A. W. Benn.
- Polygala sekhukhuniensis Retief, S. J. Siebert & A. E. van Wyk
- Polygala selaginoides A. W. Benn.
- Polygala seleri Chod.
- Polygala selloi (Spreng.) L. Bernardi
- Polygala semialata S. Wats.
- Polygala seminuda Harv.
- Polygala senega L.
- Polygala senensis Kl.
- Polygala septentrionalis Troupin
- Polygala sericea A. W. Benn.
- Polygala serpens Blake
- Polygala serpentaria Eckl & Zeyh.
- Polygala serpyllifolia J. A. C. Hose
- Polygala setacea Michx.
- Polygala sfikasiana Kit Tan
- Polygala shinnersii W. H. Lewis
- Polygala sibirica L.
- Polygala sinaica Botsch.
- Polygala sinaloae Blake
- Polygala sincorensis Chod.
- Polygala sinisica Arrigoni
- Polygala sipapoana Wurdack
- Polygala skrivanekii Podpera
- Polygala smallii R. R. Smith & D. B. Ward
- Polygala solieri C. Gay
- Polygala somaliensis Baker
- Polygala sophiae Kemul.-Nath.
- Polygala sosnowskyi Kemul.-Nath.
- Polygala sparsiflora Oliver
- Polygala spathulata Griseb.
- Polygala sphenoptera Fresen.
- Polygala spicata Chod.
- Polygala spinescens Gill.
- Polygala squamifolia Wright ex Griseb.
- Polygala stenoclada Benth.
- Polygala stenopetala Kl.
- Polygala stenophylla A. Gray
- Polygala stenosepala (Benth.) R. A. Kerrigan
- Polygala steudneri Chod.
- Polygala stocksiana Boiss.
- Polygala stricta A. St.-Hil.
- Polygala subalata S. Wats.
- Polygala subandina Phil.
- Polygala subdioica H. Perrier
- Polygala subopposita S. K. Chen
- Polygala subsecunda S. F. Blake
- Polygala subtilis Kunth
- Polygala subulata S. Wats.
- Polygala subuniflora Boiss. & Heldr.
- Polygala subverticillata Chod.
- Polygala succulenta R. A. Kerrigan
- Polygala suganumae J. F. B. Pastore & Marques
- Polygala sumatrana Chod.
- Polygala supina Schreb.
- Polygala tacianae J. F. B. Pastore & Harley
- Polygala tamamschaniae V. I. Dorof.
- Polygala tamariscea Mart. ex A. W. Benn.
- Polygala tatarinowii Regel
- Polygala telephioides Willd.
- Polygala tellezii T. Wendt
- Polygala tenella Willd.
- Polygala tenuicaulis Hook. fil.
- Polygala tenuifolia Willd.
- Polygala tenuis DC.
- Polygala tepperi F. Müll.
- Polygala teretifolia L. fil.
- Polygala thurmanniana Chod.
- Polygala timoutoides Chod.
- Polygala timoutou Aubl.
- Polygala tinctoria Vahl
- Polygala tisserantii Jacques-Felix
- Polygala tonkinensis Chod.
- Polygala torrei Exell
- Polygala transcaucasica Tamamsch.
- Polygala transvaalensis Chod.
- Polygala tricholopha Chod.
- Polygala trichoptera Chod.
- Polygala trichosperma L.
- Polygala triflora L.
- Polygala trifurcata Chod.
- Polygala triquetra Presl
- Polygala tuberculata Chod.
- Polygala turcica Dönmez & Ucurlu
- Polygala turgida Rose
- Polygala umbellata Thunb.
- Polygala umbonata Craib
- Polygala uncinata E. Mey. ex Meisn.
- Polygala urartu Tamamsch.
- Polygala usafuensis Gürke
- Polygala validiflora R. A. Kerrigan
- Polygala vatkeana Exell
- Polygala velata Blake
- Polygala venenosa Juss. ex Poir.
- Polygala ventanensis Grondona
- Polygala venulosa Sm.
- Polygala vergrandis W. H. Letois
- Polygala verticillata L.
- Polygala vilcabambae Eriksen & Stahl
- Polygala virgata Thunb.
- Polygala viridis S. Watson
- Polygala vittata J. A. R. Paiva
- Polygala vollii Brade
- Polygala vulgaris L.
- Polygala watsonii Chod.
- Polygala wattersii Hance
- Polygala welwitschii Chod.
- Polygala wenxianensis Y. S. Zhou & Z. X. Peng
- Polygala westii Exell
- Polygala wettsteinii Chod.
- Polygala wightiana Wall.
- Polygala williamsii Bocher, Hjerting & Rahn
- Polygala wilmsii Chod.
- Polygala wilsonii Small
- Polygala wittebergensis Compton
- Polygala wittei Exell
- Polygala woodii Chod.
- Polygala wurdackiana W. H. Lewis
- Polygala wuzhishanensis S. K. Chen & J. Parn.
- Polygala xanthina Chod.
- Polygala xanti A. Gray
- Polygala yemenica Chod.
- Polygala youngii Exell
- Polygala zambesiaca J. A. R. Paiva

Selon Tropicos (1 octobre 2020) (Attention liste brute contenant possiblement des synonymes) :
- Polygala abbreviata Markötter
- Polygala aboriginum Small
- Polygala abreui Marques & J.F.B. Pastore
- Polygala abyssinica R. Br. ex Fresen.
- Polygala acanthoclada A. Gray
- Polygala acarnanica Koz. & Petrova
- Polygala acicularis Oliv.
- Polygala aculeata Vell.
- Polygala acuminata Willd.
- Polygala acutiappendiculata Chodat
- Polygala adamsonii Exell
- Polygala adenophora DC.
- Polygala adenophylla A. St.-Hil. & Moq.
- Polygala adensis Chodat
- Polygala aestuans L. f.
- Polygala aethiopica Chodat
- Polygala affinis DC.
- Polygala africana Chodat
- Polygala alata Chodat
- Polygala alba Nutt.
- Polygala albicans (A.W. Benn.) Grondona
- Polygala albicoma Arechav.
- Polygala albida Schinz
- Polygala albowiana Chodat
- Polygala albowii Kem.-Nath
- Polygala alfredi Chodat
- Polygala alopecuroides L.
- Polygala alopecurus Chodat
- Polygala alpestris Rchb.
- Polygala alpicola Rupr.
- Polygala alpina Steud.
- Polygala altomontana Lüdtke, Boldrini & Miotto
- Polygala amambayensis Chodat
- Polygala amara L.
- Polygala amarella Crantz
- Polygala amatymbica Eckl. & Zeyh.
- Polygala ambigens S.F. Blake
- Polygala ambigua Nutt.
- Polygala amboniensis Gürke
- Polygala americana Mill.
- Polygala amoenissima Tamamsch.
- Polygala amphothrix S.F. Blake
- Polygala anatina Chodat
- Polygala anatolica Boiss. & Heldr.
- Polygala andensis Chodat
- Polygala anderssonii B.L. Rob.
- Polygala andicola Phil.
- Polygala andina A.W. Benn.
- Polygala andrachnoides Willd.
- Polygala andreana Chodat
- Polygala andringitrensis Paiva
- Polygala angolensis Chodat
- Polygala angulata DC.
- Polygala angustifolia Kunth
- Polygala ankaratrensis H. Perrier
- Polygala annectens S.F. Blake
- Polygala antillensis Chodat
- Polygala antunesii Gürke
- Polygala aparinoides Hook. & Arn.
- Polygala aphylla A.W. Benn.
- Polygala apiculata Porta
- Polygala apodanthera S.F. Blake
- Polygala apopetala Brandegee
- Polygala apparicioi Brade
- Polygala appendiculata Vell.
- Polygala appressa Benth.
- Polygala appressipilis S.F. Blake
- Polygala arabica Boiss.
- Polygala arcuata Hayata
- Polygala areguensis A.W. Benn.
- Polygala arenaria Oliv.
- Polygala arenicola Gürke
- Polygala argentinensis Chodat
- Polygala arillata Buch.-Ham. ex D. Don
- Polygala aristeguietae Wurdack
- Polygala arizonae Chodat
- Polygala armata Chodat
- Polygala arvensis Adema
- Polygala arvicola Bojer
- Polygala asbestina Burch.
- Polygala aspalatha L.
- Polygala asperuloides Kunth
- Polygala atacorensis Jac.-Fel.
- Polygala atropurpurea A. St.-Hil. & Moq.
- Polygala attenuata Nutt.
- Polygala aurata Gagnep.
- Polygala aureocauda Dunn
- Polygala australis A.W. Benn.
- Polygala austriaca auct.
- Polygala autranii Chodat
- Polygala axillaris Poir.
- Polygala baccifera Sessé & Moc.
- Polygala baetica Willk.
- Polygala bahamensis S.F. Blake
- Polygala bahiensis Chodat
- Polygala baikiei Chodat
- Polygala bakeriana Chodat
- Polygala balansae Coss.
- Polygala balduinii Nutt.
- Polygala bangiana Chodat
- Polygala barbellata S.K. Chen
- Polygala barbeyana Chodat
- Polygala baumii Gürke
- Polygala bawanglingensis F.W. Xing & Z.X. Li
- Polygala beiliana Eckl. & Zeyh.
- Polygala benguellensis Gürke
- Polygala bennae Jacq.-Fél.
- Polygala berlandieri S. Watson
- Polygala berteroana DC.
- Polygala bevilacquae Marques
- Polygala beyrichii Torr. & A. Gray
- Polygala bicarunculata Chodat
- Polygala bicolor Kunth
- Polygala bicornis Burch. ex Chodat
- Polygala biformipilis S.F. Blake
- Polygala blakeana Steyerm.
- Polygala blanchetii Chodat
- Polygala blepharotropis S.F. Blake
- Polygala bocainensis Brade
- Polygala bojeri Chodat
- Polygala boliviensis A.W. Benn.
- Polygala bomiensis S.K. Chen & J. Parn.
- Polygala bonariensis Grondona
- Polygala borboniaefolia Burch. ex DC.
- Polygala bowkeriae Harv.
- Polygala boykinii Nutt.
- Polygala brachiata Rchb.
- Polygala brachyanthema S.F. Blake
- Polygala brachyphylla Chodat
- Polygala brachyptera Griseb.
- Polygala brachysepala S.F. Blake
- Polygala brachystachya Blume
- Polygala brachytropis S.F. Blake
- Polygala bracteata A.W. Benn.
- Polygala bracteoglandulosa Chodat ex Grondona
- Polygala bracteolata L.
- Polygala brandegeeana Chodat
- Polygala brasiliensis L.
- Polygala brevialata Chodat
- Polygala brevifolia Nutt.
- Polygala britteniana Chodat
- Polygala brizoides A. St.-Hil. & Moq.
- Polygala bryoides A. St.-Hil.
- Polygala buchanani Buch.-Ham. ex D. Don
- Polygala buchenavii O. Hoffm.
- Polygala bulbothrix R.N. Banerjee
- Polygala burmanii DC.
- Polygala butyracea Heckel
- Polygala buxifolia Kunth
- Polygala buxiformis Hassk.
- Polygala cabrae Chodat
- Polygala caerulescens S.F. Blake
- Polygala calcarea F.W. Schultz
- Polygala calcicola Chodat
- Polygala californica Nutt.
- Polygala calvipes Schltdl.
- Polygala campestris Gardner
- Polygala camporum Benth.
- Polygala capillaris E. Mey.
- Polygala capitata Sessé & Moc.
- Polygala caracasana Kunth
- Polygala carnosicaulis W.H. Chen & Y.M. Shui
- Polygala carphoides Chodat
- Polygala carrissoana Exell & Mendonça
- Polygala carteri Small
- Polygala carueliana Caruel
- Polygala carunculata Chodat
- Polygala caucasica Rupr.
- Polygala caudata Rehder & E.H. Wilson
- Polygala caurensis Chodat
- Polygala ceciliana Marques & J.F.B. Pastore
- Polygala celosioides Mart. ex A.W. Benn.
- Polygala cestrifolia A. St.-Hil. & Moq.
- Polygala chacoensis Chodat
- Polygala chamaebuxus L.
- Polygala chamaecyparis Chodat
- Polygala chamaepitys Chodat
- Polygala chapadensis Chodat ex Grondona
- Polygala chapmanii Torr. & A. Gray
- Polygala chatamensis Andersson
- Polygala chiapensis S.F. Blake
- Polygala chinensis L.
- Polygala chloroneura Griseb.
- Polygala chloroptera Chodat
- Polygala chodatiana A.W. Benn.
- Polygala chuiti Chodat
- Polygala ciliata L.
- Polygala ciliatifolia Turcz.
- Polygala cipoensis Brade
- Polygala cisandina Chodat
- Polygala claessensii Chodat
- Polygala clarkeana Chodat
- Polygala cneorum A. St.-Hil. & Moq.
- Polygala coelosioides Mart.
- Polygala colchica Tamamsch.
- Polygala collina Brandegee
- Polygala columbica Chodat
- Polygala comata A.W. Benn.
- Polygala comesperma Chodat
- Polygala comosa Schkuhr
- Polygala compacta Rose
- Polygala compressa H. Perrier
- Polygala conferta A.W. Benn.
- Polygala confusa MacOwan
- Polygala congesta Rehder & E.H. Wilson
- Polygala congestiflora I.M. Johnst.
- Polygala conosperma Bojer
- Polygala consobrina S.F. Blake
- Polygala conzattii Rose
- Polygala corallicola Small
- Polygala cordifolia Thunb.
- Polygala cordobensis A.W. Benn.
- Polygala coriacea A. St.-Hil. & Moq.
- Polygala coridifolia C. Presl
- Polygala corifolia Planch. & Triana
- Polygala corisoides A. St.-Hil.
- Polygala cornuta Kellogg
- Polygala corralitae Tombesi & R. Kiesling
- Polygala corymbosa Michx.
- Polygala costaricensis Chodat
- Polygala cowellii (Britton) S.F. Blake
- Polygala crassiuscula Hayata
- Polygala crenata C.W. James
- Polygala cretacea Kotov
- Polygala crinita Chodat
- Polygala cristata P. Taylor
- Polygala crotalarioides Buch.-Ham. ex DC.
- Polygala crucianelloides DC.
- Polygala cruciata L.
- Polygala cubensis Chodat
- Polygala cucullata Benth.
- Polygala cumulicola Small
- Polygala cuneata (Griseb.) S.F. Blake
- Polygala curtissii A. Gray
- Polygala cuspidata DC.
- Polygala cuspidulata S.F. Blake
- Polygala cymosa Walter
- Polygala cymosurus Chodat
- Polygala cynosurus Chodat
- Polygala cyparissias A. St.-Hil. & Moq.
- Polygala darwiniana A.W. Benn.
- Polygala dasyphylla Levyns
- Polygala decidua S.F. Blake
- Polygala decipiens Besser
- Polygala decora Sond.
- Polygala decumbens A.W. Benn.
- Polygala deflorata Chodat
- Polygala densiflora Blume
- Polygala densifolia A. St.-Hil. & Moq.
- Polygala densiracemosa Lüdtke & Miotto
- Polygala desertorum Brandegee
- Polygala desiderata Speg.
- Polygala dewevrei Exell
- Polygala dichotoma Chodat
- Polygala didyma C.Y. Wu
- Polygala dimorphophylla S.F. Blake
- Polygala discolor Buch.-Ham. ex D. Don
- Polygala disperma Vell.
- Polygala diversa S.F. Blake
- Polygala diversifolia L.
- Polygala djalonensis Chev.
- Polygala dolichocarpa S.F. Blake
- Polygala domingensis Jacq.
- Polygala duarteana A. St.-Hil. & Moq.
- Polygala dukei Barringer
- Polygala dunaliana A. St.-Hil.
- Polygala dunniana H. Lév.
- Polygala dunnii Panigrahi
- Polygala durandii Chodat
- Polygala duranteana A. St.-Hil.
- Polygala durantiana A. St.-Hil.
- Polygala durbanensis Chodat
- Polygala dusenii Norl.
- Polygala echinosperma Görts
- Polygala elegans Wall. ex Royle
- Polygala ellenbeckii Gürke ex Chodat
- Polygala elongata Klein ex Willd.
- Polygala emirnensis Baker
- Polygala emoryi S.F. Blake
- Polygala empetrifolia Houtt.
- Polygala engleri Chodat
- Polygala ephedroides Burch.
- Polygala ephemera Chodat
- Polygala equisetoides A. St.-Hil. & Moq.
- Polygala ericaefolia DC.
- Polygala erioptera DC.
- Polygala erlangeri Gürke ex Chodat
- Polygala erythrorrhiza Barneby
- Polygala esterae Chodat
- Polygala eucosma S.F. Blake
- Polygala evolvulacea Barneby
- Polygala exasperata Chodat
- Polygala exelliana Troupin
- Polygala exigua Hassk.
- Polygala exserta S.F. Blake
- Polygala extraaxillaris Chodat
- Polygala fallax Hemsl.
- Polygala fendleri Chodat
- Polygala fernandesiana Paiva
- Polygala ficalhoana Exell & Mendonça
- Polygala filicaulis Baill.
- Polygala filifera Chodat
- Polygala filiformis A. St.-Hil.
- Polygala fimbriata A.W. Benn.
- Polygala fischeri Gürke
- Polygala fishiae Parry
- Polygala flagellaria Pav. ex Chodat
- Polygala flagellaris Small
- Polygala floribunda Benth.
- Polygala fontellana Marques & A.C.A. Aguiar
- Polygala forbesii Chodat
- Polygala formosa A.W. Benn.
- Polygala fragilis Paiva
- Polygala franchetii Chodat
- Polygala francisci Exell
- Polygala friesii Chodat
- Polygala fruticosa P.J. Bergius
- Polygala fuertesii (Urb.) S.F. Blake
- Polygala funckii Chodat
- Polygala furcata Royle
- Polygala gagnebiniana Chodat
- Polygala galapageia Hook. f.
- Polygala galeottii Chodat
- Polygala galioides Poir.
- Polygala galmeri Chodat
- Polygala galpinii Hook. f.
- Polygala ganguelensis Exell & Mendonça
- Polygala garcinii DC.
- Polygala gardneriana A.W. Benn.
- Polygala gayi A.W. Benn.
- Polygala gazensis Baker f.
- Polygala gerardiana Wall.
- Polygala gerrardii Chodat
- Polygala gigantea Chodat
- Polygala gilletiana E.M.A. Petit
- Polygala gilletii Paiva
- Polygala glabra A.W. Benn.
- Polygala glanduloso-pilosa Chodat
- Polygala glaziovii Chodat
- Polygala globulifera Dunn
- Polygala glochidata Kunth
- Polygala glomerata Lour.
- Polygala gnidioides Willd.
- Polygala goetzei Gürke
- Polygala gomesiana Welw. ex Oliv.
- Polygala gondarensis Chiov.
- Polygala gossweileri Exell & Mendonça
- Polygala goudahensis Paiva
- Polygala gracilenta Burtt Davy
- Polygala gracilipes Harv.
- Polygala gracilis Kunth
- Polygala gracillima S. Watson
- Polygala graebiana Chodat
- Polygala grandidieri Baill.
- Polygala grandiflora Walter
- Polygala grandifolia A. St.-Hil. & Moq.
- Polygala grazielae Marques
- Polygala greggii S. Watson
- Polygala greveana Baill.
- Polygala grisea A.W. Benn.
- Polygala grondonae Zuloaga & Morrone
- Polygala grossheimii Kem.-Nath.
- Polygala guantanamana S.F. Blake
- Polygala guaranitica Chodat
- Polygala guatemalensis A.W. Benn.
- Polygala guerichiana Engl.
- Polygala guerkei (Gürke) Chodat
- Polygala guimaraensis Brade
- Polygala guineensis Willd.
- Polygala gundelsheimeri K. Koch
- Polygala gymnoclada MacOwan
- Polygala gymnosepala Chodat
- Polygala hagerupii Exell
- Polygala hainanensis Chun & F.C. How
- Polygala hamata Burtt Davy
- Polygala harleyi Marques
- Polygala harperi Small
- Polygala hasskarlii Merr. & Chun
- Polygala hassleriana Chodat
- Polygala hatschbachii Brade
- Polygala hayesii S.F. Blake
- Polygala hebantha Benth.
- Polygala hebecarpa DC.
- Polygala hebeclada DC.
- Polygala hecatantha Urb.
- Polygala heisteria L.
- Polygala hemipterocarpa A. Gray
- Polygala herbiola A. St.-Hil. & Moq.
- Polygala heterantha H. Perrier
- Polygala heterophylla Scheele
- Polygala heterorhyncha (Barneby) T. Wendt
- Polygala heyneana Wight & Arn.
- Polygala hickeniana Grondona
- Polygala hieronymi Chodat
- Polygala hilariana Endl.
- Polygala hildebrandtii Baill.
- Polygala hintonii S.F. Blake
- Polygala hirsuta A. St.-Hil. & Moq.
- Polygala hispida Burch.
- Polygala hohenackerana Fisch. & C.A. Mey.
- Polygala homblei Exell
- Polygala hondurana Chodat
- Polygala hongkongensis Hemsl.
- Polygala hookeri Torr. & A. Gray
- Polygala hostmanni Miq.
- Polygala hottentotta C. Presl
- Polygala huberiana Ghod.
- Polygala huillensis Welw. ex Oliv.
- Polygala humbertii H. Perrier
- Polygala hybrida DC.
- Polygala hygrophila Kunth
- Polygala hyssopifolia A. St.-Hil.
- Polygala ignatii Chodat
- Polygala ilheotica Wawra
- Polygala illepida E. Mey. ex Harv.
- Polygala inaequiloba Turcz.
- Polygala incarnata L.
- Polygala inexpectata Peșmen & Erik
- Polygala insignis Klotzsch ex Chodat
- Polygala insularis A.W. Benn.
- Polygala intermontana T. Wendt
- Polygala intricata S.F. Blake
- Polygala irregularis Boiss.
- Polygala irwinii Wurdack
- Polygala isaloensis H. Perrier
- Polygala isocarpa Chodat
- Polygala isotricha S.F. Blake
- Polygala jacobii Chandrab.
- Polygala jaliscana S.F. Blake
- Polygala jamaicensis Chodat
- Polygala japonica Houtt.
- Polygala javana DC.
- Polygala jefensis W.H. Lewis
- Polygala judithea J.F.B. Pastore
- Polygala jujuyensis Grondona
- Polygala juncea A. St.-Hil.
- Polygala juncoides Chodat
- Polygala juniperoides Chodat
- Polygala kagerensis Lebrun & Taton
- Polygala kalaxariensis Schinz
- Polygala kalunga J.F.B. Pastore
- Polygala karensium Kurz
- Polygala kasikensis Exell
- Polygala kassasii Chrtek
- Polygala katangensis Exell
- Polygala kemulariae Tamamsch.
- Polygala khasiana Hassk.
- Polygala kilimandjarica Chodat
- Polygala kinii Courtois
- Polygala klotzschii Chodat
- Polygala koi Merr.
- Polygala krugii Chodat
- Polygala krumanina Burch. ex Ficalho & Hiern
- Polygala kubangensis Gürke
- Polygala kurtzii A.W. Benn.
- Polygala labatii Wahlert, G.E. Schatz & Phillipson
- Polygala lacei Craib
- Polygala laeta Brandegee
- Polygala lagoana A.W. Benn.
- Polygala lanceolata Poir.
- Polygala lancifolia A. St.-Hil. & Moq.
- Polygala lancilimba Merr.
- Polygala langebergensis Levyns
- Polygala laotica Gagnep.
- Polygala lasiosepala Levyns
- Polygala lasseniana A. Heller
- Polygala latifolia Ker Gawl.
- Polygala latouchei Franch.
- Polygala laureola A. St.-Hil. & Moq.
- Polygala laxa Thunb.
- Polygala laxifolia Exell
- Polygala lecardii Chodat
- Polygala leendertziae Burtt Davy
- Polygala lehmanniana Eckl. & Zeyh.
- Polygala lepidota Welw. ex Exell
- Polygala leptalea DC.
- Polygala leptandroides Turcz.
- Polygala leptocaulis Torr. & A. Gray
- Polygala leptoclada Bojer
- Polygala leptolopha Chodat
- Polygala leptophylla Burch.
- Polygala leptosperma Chodat
- Polygala leptostachys Shuttlew. ex A. Gray
- Polygala leucantha A.W. Benn.
- Polygala leucocarpa Chodat
- Polygala leucothyrsa Woronow
- Polygala lewtonii Small
- Polygala lhunzeensis C.Y. Wu & S.K. Chen
- Polygala ligularis Ker Gawl.
- Polygala ligustroides A. St.-Hil. & Moq.
- Polygala lijiangensis C.Y. Wu & S.K. Chen
- Polygala limae Exell
- Polygala linarifolia Willd.
- Polygala lindenii Chodat
- Polygala lindheimeri A. Gray
- Polygala lindmaniana Chodat
- Polygala linearis Lag.
- Polygala liniflora Boj. ex Chodat
- Polygala linoides Poir.
- Polygala lithophila S.F. Blake
- Polygala loanzensis Exell
- Polygala lonchophylla Greene
- Polygala longa S.F. Blake
- Polygala longeracemosa H. Perrier
- Polygala longicaulis Kunth
- Polygala longifolia Poir.
- Polygala longiloba S.F. Blake
- Polygala longipes S.F. Blake
- Polygala lorentziana Chodat
- Polygala loureiroi Gardner & Champ.
- Polygala lozanoi Rose
- Polygala lucida A.W. Benn.
- Polygala ludwigiana Eckl. & Zeyh.
- Polygala luenensis Paiva
- Polygala lutea L.
- Polygala luteo-alba Gagnep.
- Polygala luteoviridis Chodat
- Polygala luzoniensis Merr.
- Polygala lycopodioides Chodat
- Polygala lysimachiifolia Chodat
- Polygala macerrima S.F. Blake
- Polygala macra Harv. non Dc.
- Polygala macradenia A. Gray
- Polygala macroloncha Chodat
- Polygala macrophylla Mart.
- Polygala macroptera DC.
- Polygala macrostachya Chodat
- Polygala macrostigma Chodat
- Polygala madagascariensis O. Hoffm.
- Polygala madrensis T. Wendt
- Polygala magdalenae Brandegee
- Polygala maguirei Wurdack
- Polygala major Jacq.
- Polygala makaschwilii Kem.-Nath.
- Polygala malmeana Chodat
- Polygala mandonii Chodat
- Polygala mandrarensis Phillipson & G.E. Schatz
- Polygala mannii Oliv.
- Polygala marajorra Huber
- Polygala maravillasensis Correll
- Polygala marensis Burtt Davy
- Polygala mariamae Tamamsch.
- Polygala mariana Mill.
- Polygala mariesii Hemsl.
- Polygala maritima Vell.
- Polygala marplatensis Grondona
- Polygala marquesiana J.F.B. Pastore & T.B. Cavalc.
- Polygala martiana A.W. Benn.
- Polygala martinellii Marques & E.F. Guim.
- Polygala mathusiana Chodat
- Polygala matogrossensis J.F.B. Pastore
- Polygala matteiana Pamp.
- Polygala melilotoides Chodat
- Polygala membranacea (Miq.) Görts
- Polygala mendesii Paiva
- Polygala mendocina Phil.
- Polygala mendoncae E.M.A. Petit
- Polygala meonantha Chodat
- Polygala merenskiana Dinter
- Polygala meridionalis Levyns
- Polygala messambuziensis Paiva
- Polygala mexicana Moc. ex Cav.
- Polygala miamiensis Small
- Polygala michelii Chodat
- Polygala michoacana B.L. Rob. & Seaton
- Polygala micrantha Perr. & Guill.
- Polygala microloncha Chodat
- Polygala microlopha
- Polygala microphylla L.
- Polygala microspora S.F. Blake
- Polygala microtricha S.F. Blake
- Polygala minarum J.F.B. Pastore
- Polygala minima Pohl ex A.W. Benn.
- Polygala minuta Paiva
- Polygala minutiflora C. Presl
- Polygala minutifolia Rose
- Polygala misella Bernardi
- Polygala mixta L. f.
- Polygala modesta Miq.
- Polygala moldavica Kotov
- Polygala mollis Kunth
- Polygala molluginifolia A. St.-Hil. & Moq.
- Polygala monninoides Kunth
- Polygala monodonta Chodat
- Polygala monopetala Cambess.
- Polygala monosperma A.W. Benn.
- Polygala montana (Britton) S.F. Blake
- Polygala monticola Kunth
- Polygala moquiniana A. St.-Hil. & Moq.
- Polygala mosquitiensis Proctor
- Polygala mossamedensis Paiva
- Polygala mossii Exell
- Polygala moyanoi (Speg.) Speg.
- Polygala mucronata Willd.
- Polygala multiceps Mart. ex A.W. Benn.
- Polygala multiflora Poir.
- Polygala multifurcata Mildbr.
- Polygala muraltioides Eckl. & Zeyh.
- Polygala murati Jacq.-Fél.
- Polygala muscoides Chodat
- Polygala myriantha Chodat
- Polygala myrsinites Royle
- Polygala myrtifolia L.
- Polygala myrtilloides Willd.
- Polygala myrtillopsis Welw.
- Polygala myurus Chodat
- Polygala nambalensis Gürke
- Polygala nana (Michx.) DC.
- Polygala natalensis Chodat
- Polygala nathadzeae A. Kuth.
- Polygala neaei DC.
- Polygala neglecta MacOwan
- Polygala negrii Chiov.
- Polygala nelsonii Rose
- Polygala nematocaulis Levyns
- Polygala nematophylla Exell
- Polygala nemoralis A.W. Benn.
- Polygala neomexicana Wooton & Standl.
- Polygala neurocarpa Brandegee
- Polygala nicaeensis Risso ex Koch
- Polygala nicaraguensis Chodat
- Polygala nikeliophila Marques & J.F.B. Pastore
- Polygala nilotica Chodat
- Polygala nimborum Dunn
- Polygala nitens Chodat
- Polygala nitida Brandegee
- Polygala nodiflora Chodat
- Polygala northropiana R.N. Banerjee
- Polygala noucherensis Cambess.
- Polygala nudata Brandegee
- Polygala nudicaulis A.W. Benn.
- Polygala nummularia Burch. ex DC.
- Polygala nutkana DC.
- Polygala nuttallii Torr. & A. Gray
- Polygala nyikensis Exell
- Polygala oaxacana Chodat
- Polygala oblongata (Britton) S.F. Blake
- Polygala obovata A. St.-Hil. & Moq.
- Polygala obscura Benth.
- Polygala obtusissima Hochst. ex Chodat
- Polygala oedipus Speg.
- Polygala oedophylla S.F. Blake
- Polygala ohlendorfiana Eckl. & Zeyh.
- Polygala oleifolia A. St.-Hil. & Moq.
- Polygala oligophylla DC.
- Polygala oligosperma C.Y. Wu
- Polygala oliveriana Exell & Mendonça
- Polygala omissa Bal.-Tul. & P. Herrera
- Polygala oophylla S.F. Blake
- Polygala opaca Chodat
- Polygala ophiura Chodat
- Polygala opima Wurdack
- Polygala oppositifolia L.
- Polygala oreophila Speg.
- Polygala orobus Chodat
- Polygala orthiocarpa Chodat
- Polygala orthotricha S.F. Blake
- Polygala ovalifolia DC.
- Polygala ovalis E. Mey. ex Drège
- Polygala ovata Poir.
- Polygala ovatifolia A. Gray
- Polygala oxyantha Phil.
- Polygala oxyphylla DC.
- Polygala oxyptera Rchb.
- Polygala oxyrhynchos Chodat
- Polygala oxysepala S.F. Blake
- Polygala pachyrrhiza Casar.
- Polygala pallida E. Mey.
- Polygala palmeri S. Watson
- Polygala paludicola Gürke
- Polygala paludosa A. St.-Hil. & Moq.
- Polygala pamparum Speg.
- Polygala panamensis Chodat
- Polygala paniculata L.
- Polygala papilionacea Boiss.
- Polygala pappeana Eckl. & Zeyh.
- Polygala paradoxa Chodat
- Polygala paraguayensis A.W. Benn.
- Polygala parietaria Chodat
- Polygala parkeri Levyns
- Polygala parrasana Brandegee
- Polygala parryi A.W. Benn.
- Polygala parvifolia (Wheelock) Wooton & Standl.
- Polygala patagonica Phil.
- Polygala patens J.F.B. Pastore & Marques
- Polygala pauciflora Schltr.
- Polygala paucifolia Willd.
- Polygala pavonii Chodat
- Polygala pearcei A.W. Benn.
- Polygala pearsonii Exell
- Polygala pedicellaris A. St.-Hil. & Moq.
- Polygala pedicellata S.F. Blake
- Polygala peduncularis Burch. ex DC.
- Polygala penaea L.
- Polygala pennellii S.F. Blake
- Polygala peplis Baill.
- Polygala perennis S.F. Blake
- Polygala perrieri Paiva
- Polygala perrottetiana Paiva
- Polygala persicariaefolia sensu Eyles non DC.
- Polygala persicariifolia DC.
- Polygala persistens A.W. Benn.
- Polygala peruviana A.W. Benn.
- Polygala petenensis Lundell
- Polygala petitiana A. Rich.
- Polygala petraea Schinz
- Polygala philippiana Chodat
- Polygala phlebotaenia Chodat
- Polygala phoenicistes S.F. Blake
- Polygala phyllostigma Exell & Mendonça
- Polygala piliophora S.F. Blake
- Polygala pilosa Poir.
- Polygala pinifolia Poir.
- Polygala planellasi Molinet & M. Gómez
- Polygala platycarpa Benth.
- Polygala poaya Mart.
- Polygala pobequinii A. Chev. & Jacq.-Fél.
- Polygala podolica DC.
- Polygala poggei Gürke
- Polygala pohliana A. St.-Hil.
- Polygala polifolia C. Presl
- Polygala polycephala A. St.-Hil. & Moq.
- Polygala polyedra Brandegee
- Polygala polyfolia C. Presl
- Polygala polygama Walter
- Polygala polymorpha Chodat
- Polygala polyphylla DC.
- Polygala portoricensis (Britton) S.F. Blake
- Polygala pottebergensis Levyns
- Polygala praetervisa Chodat
- Polygala pratensis Phil.
- Polygala praticola Chodat
- Polygala pretzii Pennell
- Polygala pringlei S. Watson
- Polygala producta N.E. Br.
- Polygala propinqua (Britton) S.F. Blake
- Polygala pruinosa Boiss.
- Polygala pseudocoelosioides Chodat
- Polygala pseudocoriacea Chodat
- Polygala pseudoerica A. St.-Hil. & Moq.
- Polygala pseudohebeclada Chodat
- Polygala pseudohospita Tamamsch.
- Polygala pseudolaurifolia Chodat
- Polygala pseudosericea Chodat
- Polygala pseudovariabilis Chodat
- Polygala pterocarya Chodat
- Polygala pterolopha Chodat
- Polygala pteropoda H. Perrier
- Polygala puberula A. Gray
- Polygala pubescens Muhl.
- Polygala pubiflora Burch.
- Polygala pulchella A. St.-Hil. & Moq.
- Polygala pulcherrima Kuhlm.
- Polygala pumila Norlind
- Polygala punctata A.W. Benn.
- Polygala punctifera S.F. Blake
- Polygala pungens Burch.
- Polygala purpusii Brandegee
- Polygala pycnophylla Brandegee
- Polygala pygmaea Gürke
- Polygala pyramidalis H. Lév.
- Polygala pyroloides Gagnep.
- Polygala quadrangula C. Presl
- Polygala quartiniana A. Rich.
- Polygala quitensis Turcz.
- Polygala racemosa S.F. Blake
- Polygala raddiana A. St.-Hil.
- Polygala ramaswamiana Mukerjee
- Polygala ramosa Elliott
- Polygala ramosior (Nash ex B.L. Rob.) Small
- Polygala raoi R.N. Banerjee & L.K.Banerjee
- Polygala rarifolia DC.
- Polygala recognita Chodat
- Polygala rectipilis S.F. Blake
- Polygala reducta S.F. Blake
- Polygala reflexa Schinz
- Polygala refracta DC.
- Polygala regnellii Chodat
- Polygala rehmannii Chodat
- Polygala remansoense Chodat
- Polygala remota A.W. Benn.
- Polygala resedoides A. St.-Hil. & Moq.
- Polygala resendeana Paiva
- Polygala resinosa S.K. Chen
- Polygala retamoides (H. Perrier) Wahlert, Phillipson & G.E. Schatz
- Polygala retifera S.F. Blake
- Polygala retifolia S.F. Blake
- Polygala revoluta Gardner
- Polygala rhinostigma Chodat
- Polygala rhodoptera Mart. ex A.W. Benn.
- Polygala rhombifolia Eckl. & Zeyh.
- Polygala rhynchosperma S.F. Blake
- Polygala rhysocarpa S.F. Blake
- Polygala rigida A. St.-Hil. & Moq.
- Polygala rimulicola Steyerm.
- Polygala riograndensis Lüdtke & Miotto
- Polygala riukiuensis Ohwi
- Polygala rivinifolia Kunth
- Polygala rivularis Gürke
- Polygala robinsonii S.F. Blake
- Polygala robsonii Exell
- Polygala robusta Gürke
- Polygala rogersiana Baker f.
- Polygala rogersii Burtt Davy
- Polygala rojasii Chodat
- Polygala rosea Desf.
- Polygala rosei Hicken
- Polygala rosmarinifolia Wight & Arn.
- Polygala rossica Kem.-Nath.
- Polygala roubienna A. St.-Hil. & Moq.
- Polygala rubioides Chodat
- Polygala rugelii Shuttlew. ex Chapm.
- Polygala ruiziana Chodat
- Polygala rupestris Pourr.
- Polygala rupicola Hochst. & Steud.
- Polygala rusbyi Greene
- Polygala russelliana S.F. Blake
- Polygala rutenbergii O. Hoffm.
- Polygala ruwenzoriensis Chodat
- Polygala sabuletorum Skottsb.
- Polygala sabulosa A.W. Benn.
- Polygala sadebeckiana Gürke
- Polygala saginoides Griseb.
- Polygala salasiana Gay
- Polygala salicifolia Poir.
- Polygala salicina Chodat
- Polygala salviniana A.W. Benn.
- Polygala sanariapoana Steyerm.
- Polygala sancta-luciae Chodat
- Polygala sancti-georgii Riley
- Polygala sanguinea L.
- Polygala sansisbarensis Gürke
- Polygala santacruzensis Grondona
- Polygala santanderensis Killip & Steyerm.
- Polygala santosii Wurdack
- Polygala saprophytica Chodat & Grondona
- Polygala savannarum Chodat
- Polygala saxicola Dunn
- Polygala scabridula S.F. Blake
- Polygala schinziana Chodat
- Polygala schirvanica Grossh.
- Polygala schlechteri Schinz
- Polygala schoenlankii O. Hoffm. & Hildebrandt
- Polygala schweinfurthii Chodat
- Polygala scleroxylon Ducke
- Polygala scoparia Kunth
- Polygala scoparioides Chodat
- Polygala scopulorum Brandegee
- Polygala securidaca Chodat
- Polygala sedoides A.W. Benn.
- Polygala selaginoides A.W. Benn.
- Polygala seleri Chodat
- Polygala selloi (Spreng.) Bernardi
- Polygala sellowiana A. St.-Hil. & Moq.
- Polygala semialata S. Watson
- Polygala seminuda Harv.
- Polygala senega L.
- Polygala senegambica Chodat
- Polygala senensis Klotzsch
- Polygala sennii Chiov.
- Polygala septemnervia Merr.
- Polygala septentrionalis Troupin
- Polygala sericea A.W. Benn.
- Polygala serpens S.F. Blake
- Polygala serpentaria Eckl. & Zeyh.
- Polygala serpyllifolia Hose
- Polygala setacea Michx.
- Polygala setifera Brandegee
- Polygala shimadae Masam.
- Polygala shinnersii W.H. Lewis
- Polygala sibirica L.
- Polygala sickii Brade
- Polygala silvatica Schltr. & Cham.
- Polygala sinaloae S.F. Blake
- Polygala sinaloensis L. Riley
- Polygala sincorensis Chodat
- Polygala sinuata Chodat
- Polygala sipapoana Wurdack
- Polygala smallii R. R. Sm. & D.B. Ward
- Polygala smithii S.F. Blake
- Polygala solieri Gay
- Polygala somaliensis Baker
- Polygala sophiae Kem.-Nath.
- Polygala sororia Miq.
- Polygala sosnowskyi Kem.-Nath.
- Polygala sparsiflora Oliv.
- Polygala spathulata Griseb.
- Polygala speciosa Sims
- Polygala spectabilis DC.
- Polygala spergulaefolia A. St.-Hil.
- Polygala sphaerocephala Chodat
- Polygala sphaerospora Chodat
- Polygala sphenoptera Fresen.
- Polygala spicata Chodat
- Polygala spinescens Gillies ex Hook. & Arn.
- Polygala spinosa L.
- Polygala splendens Exell
- Polygala sprengeliana Eckl. & Zeyh.
- Polygala spruceana A.W. Benn.
- Polygala squamifolia C. Wright ex Griseb.
- Polygala squarrosa L. f.
- Polygala stanleyana Chodat
- Polygala stellera DC.
- Polygala stenocarpa S.F. Blake
- Polygala stenopetala Klotzsch
- Polygala stenophylla A. Gray
- Polygala stephaniana Marques
- Polygala steudneri Chodat
- Polygala stipitata Chodat & S.F. Blake
- Polygala stipulacea Burch.
- Polygala stipulaceae Thunb.
- Polygala stipulata Chodat
- Polygala stocksiana Boiss.
- Polygala stricta A. St.-Hil. & Moq.
- Polygala strigulosa Schltdl.
- Polygala suanica Tamamsch.
- Polygala subalata S. Watson
- Polygala subamara Fritsch
- Polygala subandina Phil.
- Polygala subaphylla H. Perrier
- Polygala subdioica H. Perrier
- Polygala subglobosa Paiva
- Polygala submonoica H. Perrier
- Polygala subopposita S.K. Chen
- Polygala subsecunda S.F. Blake
- Polygala subspicata Huber
- Polygala subspinosa S. Watson
- Polygala subtilis Kunth
- Polygala subulata E. Mey. ex Drège
- Polygala subverticillata Chodat
- Polygala suganumae J.F.B. Pastore & Marques
- Polygala sulcata Willd.
- Polygala sulphurea Bennett
- Polygala supina Schreb.
- Polygala tacianae J.F.B. Pastore & Harley
- Polygala tamamschaniae V.I. Dorof.
- Polygala tamariscea A.W. Benn.
- Polygala taquetii H. Lév.
- Polygala tatarinowii Regel
- Polygala tehuacana Brandegee
- Polygala tehuelchum (Speg.) Speg.
- Polygala telephioides A.W. Benn.
- Polygala telephium Chodat
- Polygala tenella Willd.
- Polygala tenuicaulis Hook. f.
- Polygala tenuifolia Willd.
- Polygala tenuiloba S.F. Blake
- Polygala tenuis DC.
- Polygala tenuissima Chodat
- Polygala teretifolia L. f.
- Polygala tetragona Burch. ex DC.
- Polygala texensis B.L. Rob.
- Polygala thea Burm. f.
- Polygala thesioides Willd.
- Polygala timoutoides Chodat
- Polygala timoutou Aubl.
- Polygala tinctoria Vahl
- Polygala tisseranta Jac.-Fel.
- Polygala tobatiensis Chodat
- Polygala tonsa S.F. Blake
- Polygala torrei Exell
- Polygala torreyi G. Don
- Polygala tovariensis Chodat
- Polygala transcaucasica Tamamsch.
- Polygala translucida Chodat
- Polygala transvaalensis Chodat
- Polygala tricholopha Chodat
- Polygala trichoptera Chodat
- Polygala trichorachis Migo
- Polygala trichosperma Jacq.
- Polygala tricornis Gagnep.
- Polygala triflora L.
- Polygala trifurcata Chodat
- Polygala trinervia Thunb.
- Polygala triphylla Buch.-Ham. ex D. Don
- Polygala triquetra A. Chev.
- Polygala tristis Chodat
- Polygala tuberculata Chodat
- Polygala turgida Rose
- Polygala tweedyi Britton ex Wheelock
- Polygala ukambica Chodat
- Polygala ukirensis Gürke
- Polygala ulei Taub.
- Polygala umbellata L.
- Polygala umbonata Craib
- Polygala uncinata C. Wright ex Millsp.
- Polygala unguiculata Poir.
- Polygala uniflora Michx.
- Polygala urartu Tamamsch.
- Polygala urbanii Chodat
- Polygala usafuensis Gürke
- Polygala ustulata Chodat
- Polygala vagans Brandegee
- Polygala vahliana DC.
- Polygala variabilis Kunth
- Polygala vatkeana Exell
- Polygala vauthieri Chodat
- Polygala vayredae Costa
- Polygala veadeiroensis J.F.B. Pastore
- Polygala velata S.F. Blake
- Polygala velutina C. Presl
- Polygala ventanensis Grondona
- Polygala vergrandis W.H. Lewis
- Polygala verticillata L.
- Polygala vilcabambae B. Eriksen & B. Ståhl
- Polygala villa-rica Chodat
- Polygala viminalis Gürke
- Polygala violacea Aubl.
- Polygala violoides A. St.-Hil. & Moq.
- Polygala virgata Thunb.
- Polygala viridescens L.
- Polygala viridis S. Watson
- Polygala vitellina Wurdack
- Polygala vogtii Chodat
- Polygala volkensii Gürke
- Polygala vollii Brade
- Polygala volubilis Bojer
- Polygala vulgaris L.
- Polygala wallichiana Wight
- Polygala warburgii Chodat
- Polygala warmingiana A.W. Benn.
- Polygala watsonii Chodat
- Polygala wattersii Hance
- Polygala webbiana Coss.
- Polygala weberbaueri Chodat
- Polygala weddelliana Chodat
- Polygala welwitschii Chodat
- Polygala wenxianensis Y.S. Zhou & Z.X. Peng
- Polygala westii Exell
- Polygala wettsteinii Chodat
- Polygala wightiana Wall. ex Wight & Arn.
- Polygala williamsii Böcher, Hjert. & Rahn
- Polygala wilmsii Chodat
- Polygala wilsonii Small
- Polygala wistariifolia Chodat
- Polygala wittebergensis Compton
- Polygala wittei Exell
- Polygala wittrockiana Chodat
- Polygala wolfgangiana Bess. ex Ledeb.
- Polygala woodii Chodat
- Polygala wrightii Chodat
- Polygala wurdackiana W.H. Lewis
- Polygala wuzhishanensis S.K. Chen & J. Parn.
- Polygala xanthina Chodat
- Polygala xanti A. Gray
- Polygala xyloclada Chodat
- Polygala youngii Exell
- Polygala yunnanensis Chodat
- Polygala zacatecana S.F. Blake
- Polygala zindae G.A. Black